# Jan Hoffmann

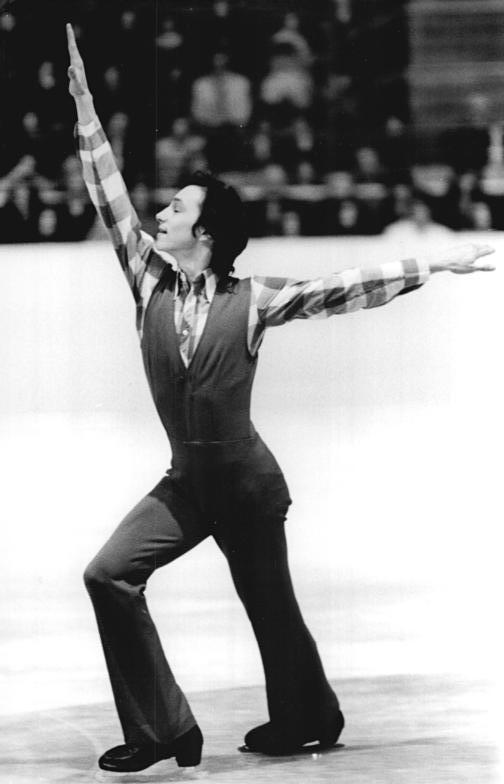
Jan Hoffmann, 1973.

Jan Hoffmann, född 26 oktober 1955 i Dresden, är en tysk konståkare som tävlade för Östtyskland.
Hoffmann deltog redan som tolvåring i de olympiska spelen 1968. Hoffmann tog sina första internationella medaljer 1973 då han tog VM- och EM-brons. 1974 blev han världs- och Europamästare. En skada gjorde att han missade säsongen 1975. Vid OS 1976 hamnade han på en fjärdeplats. 1977-1979 följde nya EM-titlar och 1977 och 1978 tog han VM-silver. 1980 blev han återigen världsmästare och tog samma år silver vid EM och OS. Jan Hoffmann tränades av Jutta Müller i Karl-Marx-Stadt.
Idag arbetar Hoffman som läkare i Radeberg utanför Dresden.